# Phoniscus
Phoniscus är ett fladdermussläkte i familjen läderlappar med fyra arter som förekommer i Sydostasien och i den australiska regionen. Släktets arter infogades tidigare i släktet Kerivoula. Nyare taxonomiska verk och IUCN godkänner Phoniscus som självständigt släkte.
Arterna är:
- Phoniscus aerosa, lever troligen i sydöstra Asien. Uppstoppade individer markerades troligen felaktig med härkomst södra Afrika.
- Phoniscus atrox, Malackahalvön, Borneo, Sumatra.
- Phoniscus jagorii, från Sydostasiens fastland till Filippinerna, Sulawesi och Java.
- Phoniscus papuensis, östra Australien, Nya Guinea och andra öar i regionen.

Dessa fladdermöss har liksom medlemmarna av släktet Kerivoula en ullig päls. De kännetecknas av en vit tragus i örat som har en v-formig ränna på baksidan. Pälsen bildas av hår som har breda ringar i fyra olika färger där spetsen är ljus. I hörntänderna förekommer smala rännor. De yttre framtänderna i överkäken är små. De inre framtänderna är cirka fyra gånger längre. Tandformeln är I 2/3 C 1/1 P 3/3 M 3/3.